# Pehr Palmgren
Pehr Palmgren, född 19 oktober 1759 i Luleå socken, död 8 november 1836 i Lycksele socken, var en svensk präst. Han var kusin till predikanten Olof Palmgren.
Palmgren, som var bondson, gick först i Luleå pedagogi och därefter i Härnösands gymnasium. År 1779 inskrevs han som student vid Uppsala universitet, där han 1783 disputerade pro exercitio. Han prästvigdes 1786 i Uppsala och blev då huspredikant hos överste Babo Joakim Georg von Rohr i Sunderbyn i Luleå socken. Samma år dog Palmgrens far, varför han ej kunde förvänta sig understöd till fortsatta akademiska studier. Året därpå blev han vice skolmästare i Luleå, 1788 pastorsadjunkt i Övertorneå församling, 1804 skolmästare i Jukkasjärvi socken och 1812 pastor där. År 1831 utnämndes han till kyrkoherde i Lycksele församling och tillträdde 1 maj samma år. Palmgren var från 1827 hedersprost. Han avled 1836 i Lycksele.
Palmgren gifte sig första gången 1801 med Ulrica Enberg, som var dotter till handelsmannen Johan Enberg i Torneå och änka efter stadsfiskalen Nils Fougt i samma stad, och andra gången 1806 med Christina Sofia Turdfjæll, som var dotter till kyrkoherden Jacob Turdfjæll och Christina Grape. I andra äktenskapet föddes döttrarna Sofia Carolina och Margareta Wilhelmina Palmgren, vilka efter varandra var gifta med Palmgrens efterträdare prosten Nils Johan Sundelin. En tredje dotter, Eva Barbro Palmgren, avled ogift 1873 i Lycksele.